# Anelasmopus kraui
Anelasmopus kraui is een vlokreeftensoort uit de familie van de Maeridae. De wetenschappelijke naam van de soort is voor het eerst geldig gepubliceerd in 1953 door Oliveira.